# Otto Dziobek
Otto Franz Dziobek (Frankfurt an der Oder, 27 de julho de 1856 — Berlim, 15 de março de 1919 foi um matemático alemão.

## Vida e obra
Dziobek estudou de 1875 a 1879 na Universidade Humboldt de Berlim e obteve o doutorado em 1881 na Universidade de Tübingen, orientado por Paul du Bois-Reymond, com a tese Über die Funktionen von sechs Variablen, welche nur sechs verschiedene Werte annehmen. A partir de 1882 e depois também a parir de 1891 foi Privatdozent na Escola Técnica de Charlottenburg. Em 1890 foi calculista científico da Kaiserliche Normal-Aichungs-Commission. A partir de 1900 foi professor de matemática da Vereinigte Artillerie- und Ingenieurschule em Charlottenburg. Foi portador do título de Geheimrat e recebeu a Ordem da Coroa (Prússia) de 4.ª Classe. Publicou diversos livros e artigos sobre matemática e astronomia.
Está sepultado no Südwestkirchhof Stahnsdorf.

## Obras
- Ueber die Functionen von sechs Variablen, welche nur sechs verschiedene Werthe annehmen (Diss.), Greifswald 1882
- Neue Beiträge zur Theorie des Pascal'schen Sechsecks, Berlin 1882
- George-Gabriel Stokes: Das Licht. Zwölf Vorlesungen, gehalten in Aberdeen 1883-1885, Leipzig 1888 (Übersetzung von "On Light")
- Die mathematischen Theorien der Planetenbewegungen, Leipzig 1888
- Mathematical Theories of planetary motions, NewYork 1892, ND 1962, Reprint NY 2008 (Übers. von Mark Walrod Harrington u. William Joseph Hussey)
- Lehrbuch der analytischen Geometrie, Teil 1: Analytische Geometrie der Ebene, Berlin 1900, Tl.2: Analytische Geometrie des Raumes, Braunschweig 1902
- Der heutige Stand der Präzisionsmechanik, 1900
- Über die Ermittlung der inneren Theilungsfehler zweier Massstäbe nach der Methode des Durchschiebens, Berlin 1903 (= Wissenschaftl. Abhandlungen der Kaiserl. Normal-Aichungs-Kommission Nr.4)
- Die Grundlagen der Mechanik, Berlin 1907
- Vorlesungen über Differential- und Integralrechnung, Berlin-Leipzig 1910
- Die Mechanik und ihre Anwendungen, Berlin 1916